# 岭南地方
岭南地方（：／），韩国一个非正规地区称谓，相当于庆尚道，朝鲜半岛地方之一。嶺南一詞的由來意指鳥嶺、竹嶺以南地區，而該嶺為慶尚道與忠清道分隔之界。
高丽时期曾在此地以岭南为名設置行政区。當代嶺南地方包含的行政區則有庆尚北道、庆尚南道、釜山、大邱和蔚山。区域内岭南大学以岭南作为名称。